# Bruckner Orchester Linz

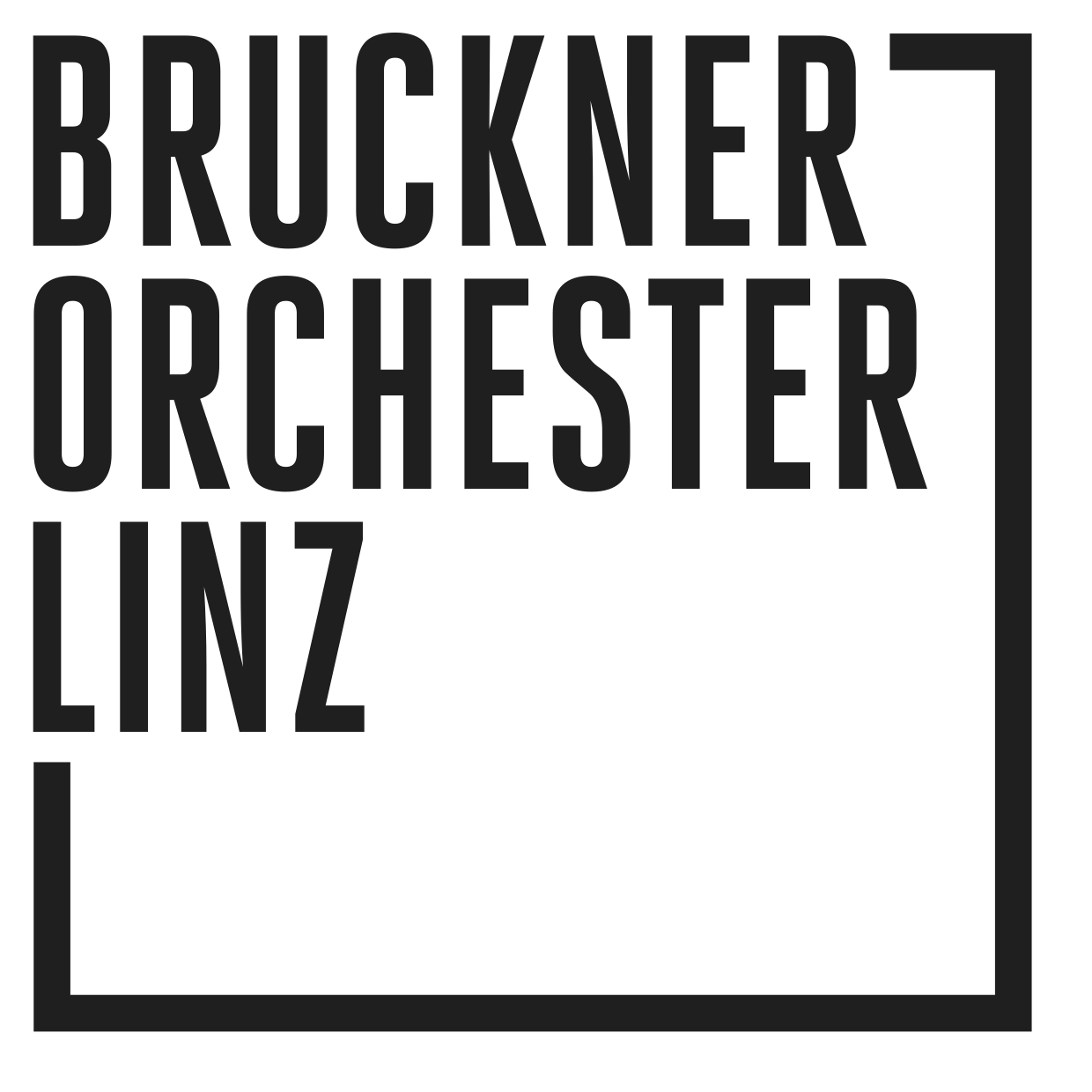
Logo Bruckner Orchester Linz

Das Bruckner Orchester Linz (BOL) ist das Konzertorchester des Bundeslandes Oberösterreich und das Orchester im Landestheater Linz. Gemeinsam mit dem Landestheater gehört es zur T.O.G., der Oberösterreichischen Theater und Orchester GmbH, die 2005 gegründet wurde und über die OÖ Landesholding in 100-%-Besitz des Landes Oberösterreich ist. Die T.O.G. erhielt neben dem Sitz an der Promenade mit der Eröffnung am 11. April 2013 eine zusätzliche Spielstätte, das Musiktheater am Volksgarten.

## Geschichte
Aus dem ehemaligen Linzer Theaterorchester, das 1938 in ein Reichsgauorchester umgewandelt worden war, entstand durch Neugründung nach dem Zweiten Weltkrieg das Linzer Theater- und Symphonieorchester, das 1967 unter dem Chefdirigenten Kurt Wöss den Namen Bruckner Orchester Linz (BOL) erhielt und seither zu den führenden österreichischen Klangkörpern zählt. Der Namensgeber Anton Bruckner war ein oberösterreichischer Komponist, dessen Symphonien zu den Grundpfeilern des Repertoires gehören. So hat das Orchester 2011 mit seinem Chefdirigenten Dennis Russell Davies (seit 2002) eine Gesamteinspielung vorgelegt.
Es ist das sinfonische Orchester des Landes Oberösterreich und betreut die musikalischen Produktionen des Linzer Landestheaters. Zu den Aufgaben des Orchesters zählen Konzerte beim Internationalen Brucknerfest Linz, Konzertzyklen im Brucknerhaus, die „Große Konzertnacht“ des Ars Electronica Festivals. Als Botschafter Oberösterreichs und seines Namensgebers ist das BOL regelmäßig international unterwegs. In den vergangenen Jahren gastierte das Orchester in den USA, Japan und zahlreichen europäischen Ländern. Im Frühjahr 2018 unternahm das BOL eine Konzertreise ins Vereinigte Königreich.
Chefdirigent ist seit Herbst 2017 Markus Poschner. Ab 2020 hat das Bruckner Orchester Linz erstmals einen eigenen Konzertzyklus im Linzer Brucknerhaus, seit 2012 einen im Wiener Musikverein.
Das Bruckner Orchester Linz und das Radio-Symphonieorchester Wien spielen unter der Gesamtleitung von Markus Poschner bis zum 200. Geburtstag Anton Bruckners 2024 alle Sinfonien des Komponisten erstmals in allen Fassungen ein. Bisher erschienen: die Nullte (1869), die Dritte (1873), die Vierte (1876; 1878–1880), die Sechste (1881) und die Achte (1887; 1890) (Capriccio).
Im Jänner 2024 gab Markus Poschner bekannt, seinen bis 2027 laufenden Vertrag mit dem Bruckner Orchester nicht zu verlängern.

### Chefdirigenten
- 1967 Kurt Wöss
- 1975 Theodor Guschlbauer
- 1983 Roman Zeilinger
- 1985 Manfred Mayrhofer
- 1992 Martin Sieghart
- 2002 Dennis Russell Davies
- 2017 Markus Poschner

### Gastdirigenten
Gastdirigenten waren unter anderem Sergiu Celibidache, Christoph von Dohnányi, Horst Stein, Elisabeth Fuchs, Franz Welser-Möst, Heinrich Schiff, Clemens Krauss, Hans Knappertsbusch, Kurt Eichhorn, Václav Neumann, Zubin Mehta, Serge Baudo, Vladimir Fedosejew,  Michael Gielen, Bernhard Klee, Steven Sloane, Stanislaw Skrowaczewski, Michael Schønwandt

### Künstlerischer Direktor
Seit März 2019 ist Norbert Trawöger künstlerischer Direktor des Bruckner Orchesters Linz. Da Trawöger im April 2025 zum künstlerischen Leiter der Linzer Veranstaltungsgesellschaft (LIVA) bestellt wurde, übernimmt mit 1. September 2025 der Musikwissenschaftler Daniel Hochreiter interimistisch für ein Jahr die künstlerische Leitung des Orchesters.

## Auszeichnungen
- Österreichischer Musiktheaterpreis 2020 – Orchester des Jahres[7]